# 萊恩 (伊利諾伊州德威特縣)
萊恩（英語：Lane）是位於美國伊利諾伊州德威特縣的一個非建制地區。該地的面積和人口皆未知。

## 地理
萊恩的座標為40°07′21″N 88°51′20″W / 40.12250°N 88.85556°W，而該地的平均海拔高度為222米（即728英尺）。